# 舘野哲也
舘野 哲也（たての てつや、1991年8月5日 - ）は、茨城県古河市出身の陸上競技選手。専門はハードル競走の400mハードルで、49秒49の自己ベストを持つ。2012年ロンドンオリンピックの日本代表。現在はCriacao所属。

## 経歴
茨城県古河市出身。血液型はO型。
陸上競技は古河市立総和北中学校に進学してから始めたが、当初は「県大会に出場できればいいな」くらいの軽い気持ちで取り組んでいた。しかし、2年時（2005年）に春の記録会で初めて400mを走り高校生相手に勝利、何気なく出場した四種競技では2位に入るなどしたことから、陸上競技に真剣に取り組むようになると、翌年の3年時（2006年）には全日本中学校選手権の四種競技で優勝、ジュニアオリンピックの400mでは5位に入った。
交通の便が良いことや、北関東ではなくレベルの高い南関東で競技しようと思ったことから、高校は都内の郁文館高等学校に進学した。1年時（2007年）には八種競技で高1歴代最高記録（当時）の5374点をマーク。2年時（2008年）にも高2歴代最高記録（当時）の5569点をマークしたが、初出場のインターハイは10位に終わった。しかし、日本ユース選手権の400mハードルでは3位に入った。3年時（2009年）からは400mハードルに専念すると、インターハイは準決勝敗退に終わったが、国民体育大会では5位に入った。
大学は中央大学に進学。1年時（2010年）に日本インカレの400mハードルで4位、日本ジュニア選手権の400mハードルでは中学以来となる全国タイトルを獲得。2年時（2011年）には日本インカレの400mハードルで49秒台に迫る50秒06で3位に入った。3年時（2012年）には関東インカレの400mハードルで自身初の49秒台（49秒77）で2位に入ると、日本選手権の400mハードルでは準決勝と決勝でロンドンオリンピックの参加A標準記録（49秒50）を破る49秒49の自己ベストをマーク。決勝では4位の今関雄太に0秒01差で競り勝って3位に入り、ロンドンオリンピック日本代表の座を掴んだ。初めて日の丸を背負ったロンドンオリンピックの400mハードル予選では組4着に終わり、着順で通過できた組3着には0秒32、全体のタイムで拾われるには0秒17届かなかった。オリンピアンとして臨んだ日本インカレの400mハードルでは過去最高の2位に入った。4年時（2013年）には日本インカレの400mハードルで5位に入り、4年連続の入賞を果たした。
2014年に日立産機システムに入社。

## 人物・エピソード
趣味は料理。小学3年生くらいから包丁を握っている。

## 自己ベスト
| 種目         | 記録   | 年月日        | 場所   | 備考              |
| ------------ | ------ | ------------- | ------ | ----------------- |
| 400m         | 48秒40 | 2013年4月27日 | 横浜市 |                   |
| 400mハードル | 49秒49 | 2012年6月9日  | 大阪市 |                   |
| 四種競技     | 2848点 | 2006年6月17日 | 那珂市 |                   |
| 八種競技     | 5569点 | 2008年6月21日 | 東京都 | 元高2歴代最高記録 |

## 主要大会成績
備考欄の記録は当時のもの

### 国際大会
| 年         | 大会         | 場所     | 種目  | 結果 | 記録   | 備考 |
| ---------- | ------------ | -------- | ----- | ---- | ------ | ---- |
| 2012 (大3) | オリンピック | ロンドン | 400mH | 予選 | 49秒95 |      |

### 日本選手権
| 年         | 大会   | 場所   | 種目    | 結果 | 記録            | 備考       |
| ---------- | ------ | ------ | ------- | ---- | --------------- | ---------- |
| 2010 (大1) | 第94回 | 横浜市 | 4x400mR | 7位  | 3分10秒10 (3走) |            |
| 2011 (大2) | 第95回 | 熊谷市 | 400mH   | 予選 | 51秒22          |            |
| 2012 (大3) | 第96回 | 大阪市 | 400mH   | 3位  | 49秒49          | 自己ベスト |
| 2012 (大3) | 第96回 | 横浜市 | 4x400mR | 2位  | 3分07秒35 (3走) |            |
| 2013 (大4) | 第97回 | 調布市 | 400mH   | 予選 | 52秒73          |            |
| 2014 (社1) | 第98回 | 福島市 | 400mH   | 4位  | 49秒98          |            |
| 2015 (社2) | 第99回 | 新潟市 | 400mH   | 予選 | DNF             |            |

### 全国タイトル
| 年         | 大会               | 場所     | 種目     | 記録   | 備考 |
| ---------- | ------------------ | -------- | -------- | ------ | ---- |
| 2006 (中3) | 全日本中学校選手権 | 丸亀市   | 四種競技 | 2813点 |      |
| 2010 (大1) | 日本ジュニア選手権 | 名古屋市 | 400mH    | 51秒32 |      |